# Frank Nimsgern
Frank Nimsgern (* 4. Mai 1969 in Saarbrücken) ist ein deutscher Komponist, Produzent, künstlerischer Leiter, Dozent, Gitarrist und Pianist.

## Leben
Frank Nimsgern wurde in Saarbrücken geboren. Sein Vater ist der Opernsänger und Grammy-Preisträger Siegmund Nimsgern. Er spielte zunächst Jazz-/Rockgitarre und konzertierte und dozierte mit seiner eigenen Band weltweit im Auftrag des Goethe-Instituts.
Er war auch als Sessionmusiker tätig. 1996 arbeitete er mit Chaka Khan und Billy Cobham zusammen. Seit 1998 arbeitete er mehrfach als Musical Director/Supervisor, u. a. für das Classic Open Air Berlin und den Berliner Friedrichstadt-Palast.
Bei mehreren Kompositionsaufträgen für den Friedrichstadt-Palast in Berlin gestaltete er zumeisten das musikdramatische Konzept. Paradise of Pain und SnoWhite (Oper Bonn) wurden von der ARD als Musicalfilm ausgestrahlt.
Weitere Kompositionen sind der Titelsong Can you see the light für die Daily Show von Siegfried & Roy in Las Vegas sowie die Filmmusik zu mehreren Tatort-Folgen ab dem Jahr 2000. Er schrieb auch für Anna Netrebko die TUI-Cruises-Hymne Mein Schiff.
Zusammen mit Daniel Call schuf Nimsgern das Musical Der Ring, basierend auf Richard Wagners Ring des Nibelungen. Es wurde 2007 in Bonn uraufgeführt.
2021 produzierte und komponierte Nimsgern 80Plus, das „Lebensalbum“ von und mit Dieter Hallervorden, welches kurz nach Release die TOP 50 der deutschen Album- & MTV Charts erreichte.
Im Juni 2022 wurde die musikalische Umsetzung von Shakespeares Sturm an der Luisenburg uraufgeführt.
Am 12. April 2024 hatte Nimsgrens Musical Zauberflöte Weltpremiere am Deutschen Theater München. Es lief ab Mai bis Oktober 2024 auch im Festspielhaus Neuschwanstein und war im Januar 2025 im Metronom Theater in Oberhausen zu sehen.
Musicalradio.de wählte das Werk zum Album des Jahres.

## Charterfolge
- 2021: TOP50 für „80Plus“ mit Dieter Hallervorden
- Dezember 2022: Platz 1 der deutschen Musicalcharts für das Album zu „Jack the Ripper“

## Auszeichnungen
- 1993: Award als Best Performing Live-Act in Jakarta
- 2000: Goldene Europa als bester Nachwuchskünstler
- 2017: zwei  Musical1 Awards
- 2019: 1. Preis bei den Musical1 Wahlen
- 2020: Musical1 Awards in der Kategorie Beliebteste Musicalneuheit für “Der Mann mit dem Lachen”
- 2024: Deutschsprachiger Musical Award 2024 „Beste Komposition“ für „Zauberflöte - Das Musical!“[8]

## Werke (Auswahl)

### Diskographie
(Quelle: Deutsche Nationalbibliothek)
- 1990: Frank Nimsgern Group: Contrasts (Delta Music)
- 1991: Frank Nimsgern featuring Chaka Khan & Billy Cobham (Lipstick Records LIP 89001 2)
- 1992: Street stories (In-Akustik inak 9013)
- 1995: Trust (In-Akustik Inak 9031)
- 1997: Funky site (In-Akustik inak 9047)
- 1999: Elements (Polydor 559 974-2)[4]
- 2007(?): Adagio : ballads et symphonic pieces aus verschiedenen Musicals (Sound Of Music Records) (LC 01085) SOM CD 027
- 2021: 80 plus mit Dieter Hallervorden (Telamo 4053804316729)

### Musicals
(Quelle: Deutsche Nationalbibliothek)
- 1996	Hänsel und Gretel[3]
- 2000 Snowhite : Was wirklich geschah.
- 2001 Paradise of pain
- 2004 Poe : Pech und Schwefel
- 2007 Der Ring
- 2009 Phantasma
- 2022 Jack the Ripper

### Weitere Werke
- 1989: CONTRASTS.
- 1996 – 1999: Die Blume von Hawai, Operettenadaption Hänsel und Gretel, Kinderrevueoper Träume - Revue Lucky Ladies, Jazz-Revue. Berliner Friedrichstadtpalast. (Komponist und Arrangeur)
- 1998: Paradise of Pain. Musical. Uraufführung. 1998 Saarländisches Staatstheater
- 1999: Elements. Die Milleniums-Show Uraufführung Friedrichstadtpalast Berlin (Buch: Sascha Illjinskij, Jürgen Nass)
- 1999: SnoWhite. Musical. (Uraufführung) Saarländisches Staatstheater
- 2003: Elements. Orchestersuite (Uraufführung; verlegt bei Schott Music)
- 2004/2005: POE. Musical. Saarländisches Staatstheater Saarbrücken (gemeinsam mit Heinz Rudolf Kunze und Aino Laos)
- 2004: ARENA. Crossover Oper. Uraufführung. Saarländisches Staatstheater
- 2004: HEXEN. Uraufführung Musical, Friedrichstadtpalast Berlin
- 2006: Daddy Cool. Musical von Frank Farian London, West End, Shaftesbury (Score Composer for Additional Music und Musical Director)
- 2006: Saar Suite. (Kompositionsauftrag/Künstlerische Leitung der saarländischen Landesregierung anlässlich der 50-Jahr-Feier)
- 2008: Qi. - eine Palast-Phantasie, Show. Friedrichstadtpalast Berlin (Supervisor & Soundtrack 2009 en suite, 520 000 Besucher.)
- 2009: AQUA. Deutsches Filmorchester Babelsberg. Show Hamburg / Berlin
- 2009: Ocean of love. London / Hamburg. Mit Anna Netrebko und dem Deutschen Filmorchester Babelsberg
- 2010: Hepzibah. PRO 7 (Filmmusik für den Spielfilm)
- 2010: Qi. Eine Palast-Phantasie, Show, Friedrichstadtpalast Berlin.
- 2010: SnoWhite. Audiobook mit Hannelore Elsner (TUI Cruises)
- 2011: Rocky Horror Show. Staatstheater Saarbrücken (Dirigat und Neu Arrangement)
- 2011: Strangel - Angel of the Odds. Morro Images Filmmusik
- 2012: Play me. Oper Chemnitz (Dirigat und Supervising)
- 2012: Qi. Orchester Suite für TUI Cruises Mein Schiff
- 2012: SnoWhite. Oper Bonn (Co-Produzent, Dirigat & künstlerische Leitung)
- 2013: ARD-Verfilmung SnoWhite Oper Bonn + SnoWhite Tournee u. a. Ensuite in Neunkirchen Gebläsehalle
- 2013: Falco. Musical Ballett von Amy Share & Frank Nimsgern Theater Trier
- 2014: Ehrenamtliche Projekte: Care. Deutschland Luxembourg e. V. / Das Anti-Rassismus Projekt Farbenblind mit Schülern aus 8 Nationen (Offizieller Repräsentant : Bündnis gegen Depression & Kinderschutzbund)
- 2015: Paradise of Pain. Reloaded am Saarländischen Staatstheater
- 2016: Der Ring. Theater Hof.
- 2016: Komponist und Autor für CARE - Germany und Kinderschutzbund
- 2016: Mark Seibert So Far (produziert & eingespielt, Platz 1 Musical CD Charts)
- 2017–2020: Falco. Musical Ballett von Amy Share & Frank Nimsgern. Theater Pforzheim
- 2018: Der Ring. Festspielhaus Füssen / Musical1 (Silver Award „Beliebtestes Musical -short run“)
- 2018: Rock Musical Circus. U. a. für TUI CRUISES Mein Schiff.
- 2018–2022: Der Ring. Festspielhaus Füssen
- 2019 + 2022: Mark Seibert Tour Mark mal anders. (Musical Director & Composer)
- 2019: Der Mann mit dem Lachen. Ein sinfonisches Musical für Opern-, Ballett- und Musical-Ensemble. Weltpremiere. Staatsoper Dresden
- 2020: Dieter Hallervorden 80 Plus (Produktion.)
- 2020: Zeppelin – Das Musical. (Arrangement & Supervision für Ralph Siegel.)
- 2021: Dieter Hallervorden 80 Plus - Album release (Produktion & Komposition: Telamo / Film: Halliwood Berlin)
- 2021: Disney Songs – Musical & more. Hansa Theater, Dortmund, (musikalische Leitung.)
- 2021: Freedom – a Tribute to George Michael. Theater Pforzheim.
- 2021: ZDF Silvester Gala Berlin
- 2022: Der Sturm nach Shakespeare. Weltpremiere. Text: B. Simmler Festspiele Luisenburg.
- 2022: Jack the Ripper. Weltpremiere. Theater Hof. Zeltpalast Merzig.(Juni 2023: CD + Audiobook mit Dieter Hallervorden, Mark Seibert, Zodwa Selele, Sandy Mölling.)
- 2022: Martyr. Weltpremiere. Opern-Musical von F.N. & T. Münstermann Theater Pforzheim.
- 2022: Zeitelmoos. Uraufführung. Freilichtbühne Luisenburg (musikalische Leitung.)
- 2024: Zauberflöte – das Musical. Uraufführung am 12. April 2024 im Deutschen Theater München. Buch und Liedtexte von Benjamin Sahler.
- 2024: Best of Frank Nimsgern. Saarländisches Staatstheater.
- 2025: Seele für Seele – Freischütz das Musical. Uraufführung am 1. Mai 2025 im Festspielhaus Neuschwanstein in Füssen. Musik  von Frank Nimsgern, Buch und Liedtexte von Birgit Simmler.[10]

## Filmografie
- 2000: Tatort – Die Möwe
- 2001: Tatort – Du hast keine Chance
- 2001: Tatort – Zielscheibe
- 2002: Tatort – Alibi für Amelie
- 2002: Tatort – Reise ins Nichts
- 2003: Tatort – Veras Waffen
- 2004: Tatort – Teufel im Leib
- 2005: Tatort – Rache-Engel
- 2010: Hepzibah – Sie holt dich im Schlaf
- 2013: Tatort – Eine Handvoll Paradies

## Bücher
- Frank Nimsgern (Hrsg.): SnoWhite – Das MusicalBook. Gollenstein-Verlag 2013. ISBN 978-3-95633-001-8